# Eleocharis fuscopurpurea
Eleocharis fuscopurpurea là loài thực vật có hoa trong họ Cói. Loài này được (Steud.) H.Pfeiff. mô tả khoa học đầu tiên năm 1930.